# Wilhelm Camphausen
Wilhelm Camphausen (Düsseldorf, 8 de fevereiro de 1818 — 18 de junho de 1885) foi um pintor alemão.
Estudou com Alfred Rethel e Friedrich Wilhelm Schadow. Foi professor de pintura na Academia de Düsseldorf e adquiriu fama rapidamente graças à sua arte patriótico-histórica. Também pintou muitos retratos dos príncipes, militares e estadistas alemães.

## Galeria

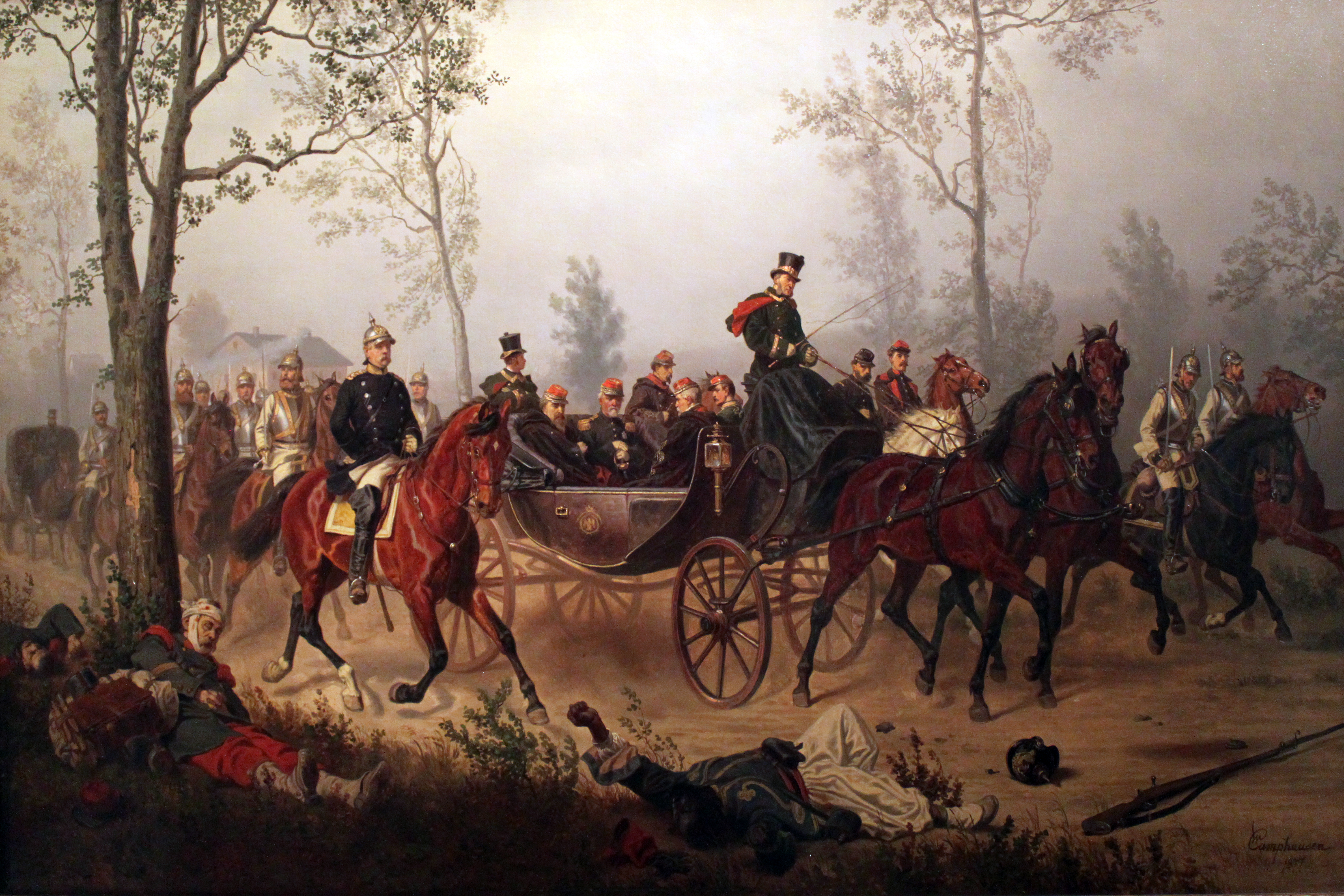
Bismarck e Napoleão III a caminho do imperador Guilherme I na manhã seguinte à Batalha de Sedan.
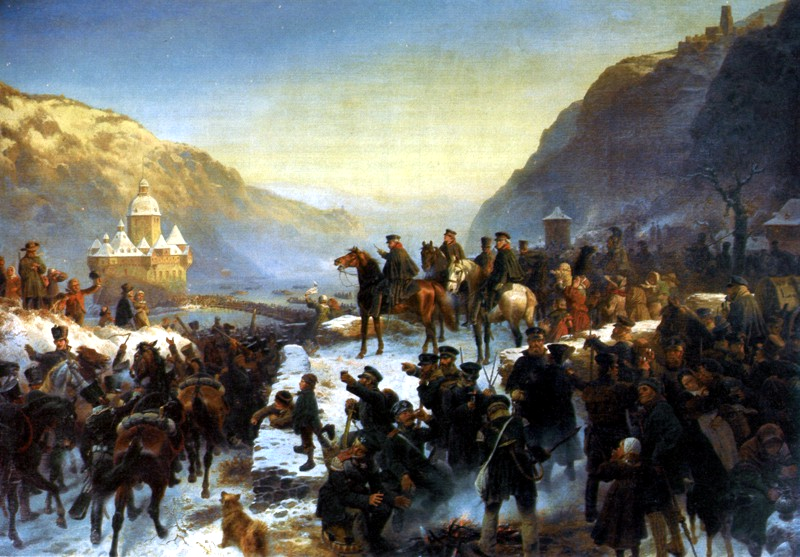
Blücher cruzando o Reno em Kaub.
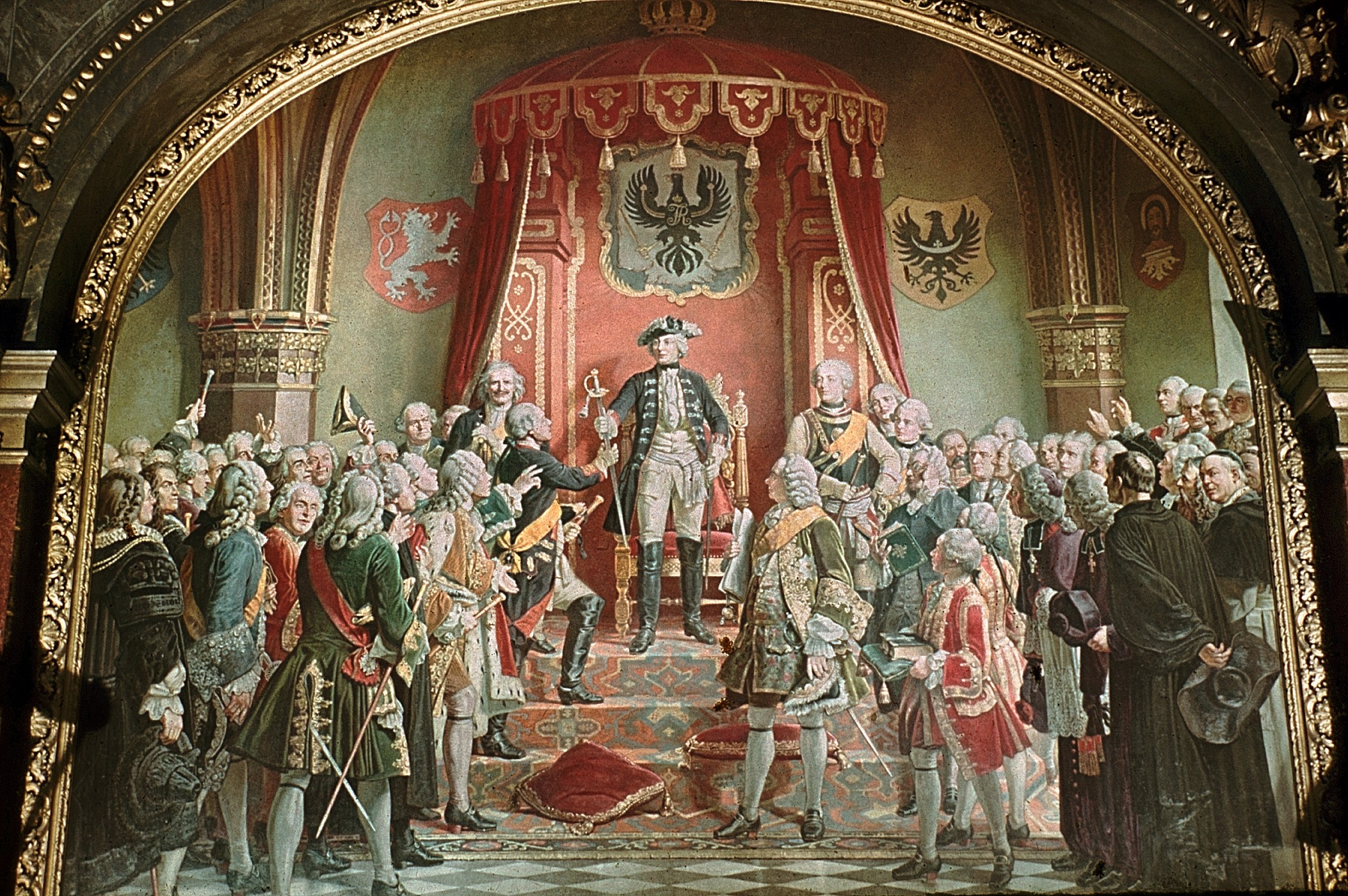
A reverência dos silesianos perante Frederico II em Breslau.